# Otto Soltmann (Mediziner)

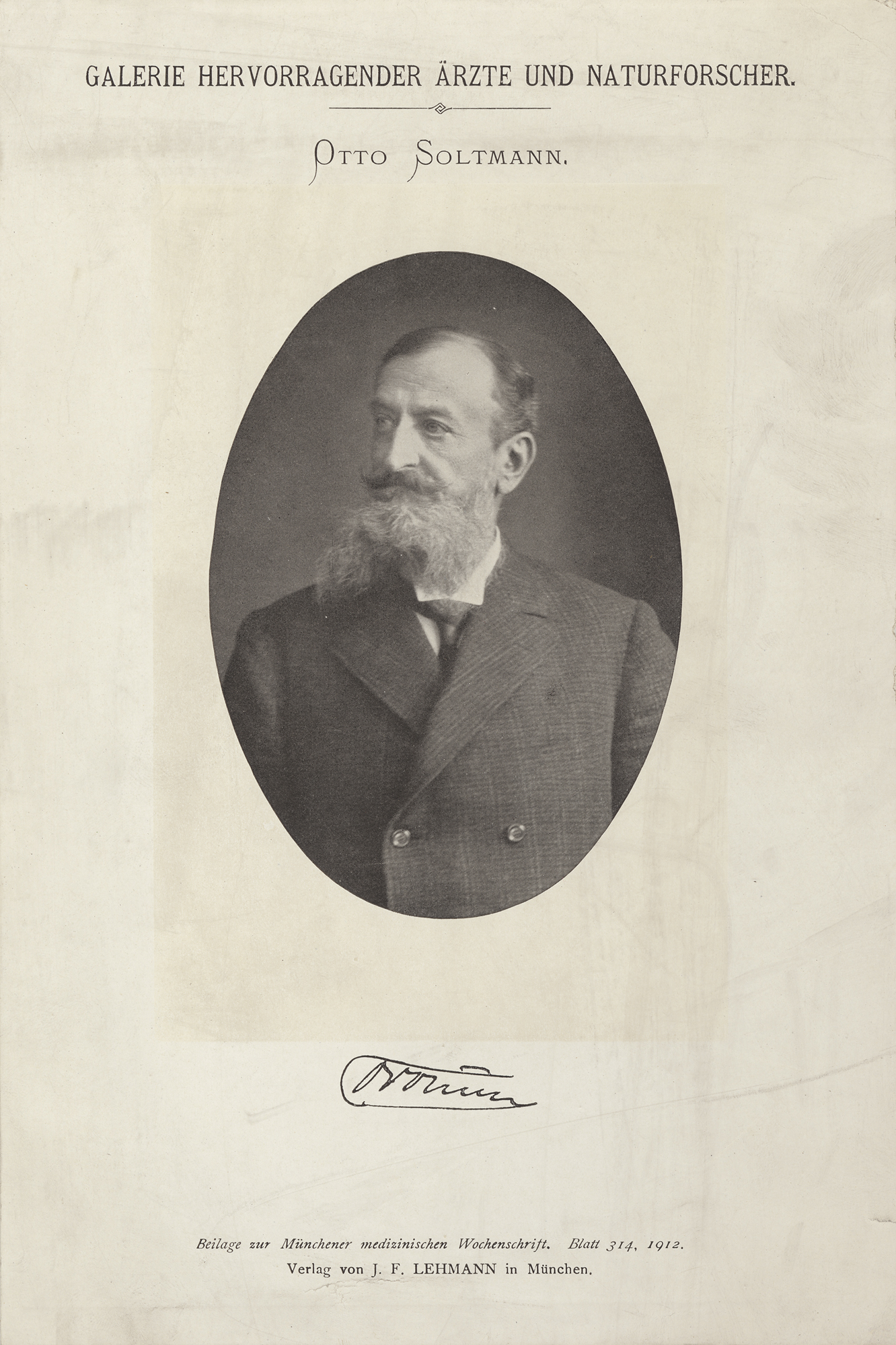
Otto Soltmann (1844–1912)

Hermann Julius Otto Soltmann (* 17. Dezember 1844 in Berlin; † 10. September 1912 in Schreiberhau, Provinz Schlesien) war ein deutscher Pädiater, Geheimer Medizinalrat und Direktor des Kinderkrankenhauses in Leipzig.

## Leben
Otto Soltmann besuchte bis Ostern 1865 das Friedrich-Wilhelms-Gymnasium in Berlin, studierte an den Universitäten in Berlin, Würzburg, Zürich, Prag und Wien Medizin und wurde mit seiner Dissertation Zur Lepra nervosa (anästhetica) am 8. Mai 1869 an der Medizinischen Fakultät der Friedrich-Wilhelms-Universität zu Berlin promoviert. Nach der Teilnahme am Deutsch-Französischen Krieg und anschließender weiterer Ausbildung in Wien wirkte er ab 1872 als Kinderarzt in Breslau, habilitierte sich 1877 an der Königlichen Universität zu Breslau, wurde 1877 Dirigierender Arzt des Wilhelma-Augusta-Hospitals, 1882 Direktor des Kaiserlichen Kinderheimes zu Gräbschen-Breslau und 1883 außerordentlicher Professor mit einem Lehrauftrag für Kinderheilkunde an der Universität Breslau.
Im Jahr 1894 wechselte er als Nachfolger von Otto Heubner an die Universität Leipzig und wirkte in der Folge von 1894 bis 1912 als Direktor des Leipziger Kinderkrankenhauses. Otto Soltmann förderte den weiteren Ausbau der Klinik einschließlich eines OP-Saales.

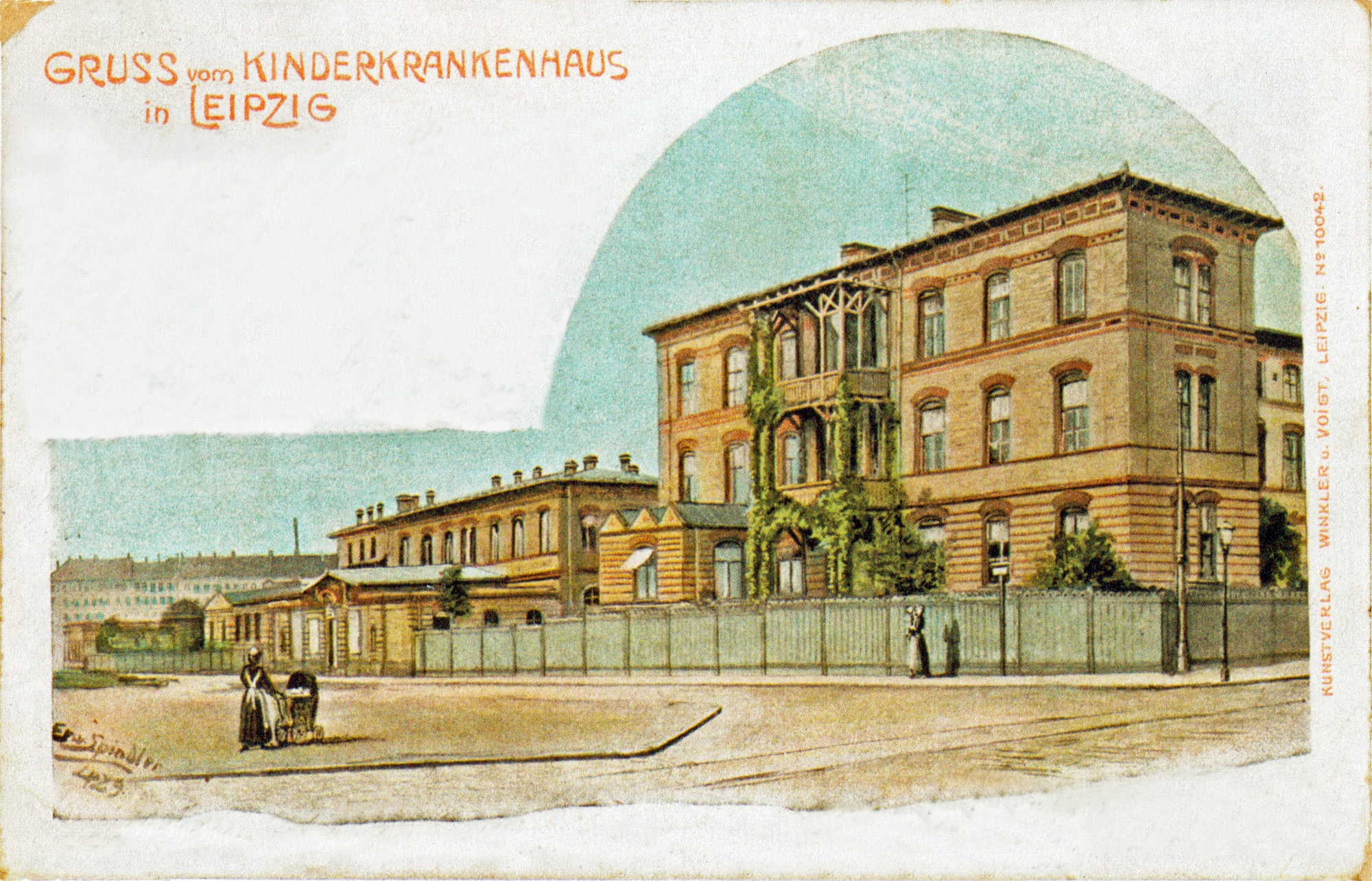
Kinderkrankenhaus Leipzig (um 1900)

Im Jahr 1895 wurde er ordentlicher Honorarprofessor für Kinderheilkunde an der Universität Leipzig. 
Am 16. Dezember 1895 wurde Otto Soltmann unter der Präsidentschaft von Karl von Fritsch in der Fachsektion für wissenschaftliche Medizin unter der Matrikel-Nr. 3075 als Mitglied in die Kaiserliche Leopoldino-Carolinische Deutsche Akademie der Naturforscher aufgenommen.
Er war Mitglied des bis 1907 unter dem Vorsitz von Wilhelm Grempler stehenden Vereins für das Museum schlesischer Alterthümer.
Im Jahr 1908 wurde durch Initiative von Otto Soltmann die Sächsisch-Thüringische Gesellschaft für Kinderheilkunde gegründet.

## Schriften
- Zur Lepra nervosa (anästhetica). Inaugural-Dissertation Friedrich-Wilhelms-Universität zu Berlin, Gustav Lange, Berlin 1869 (Digitalisat)
- Über einige physiologische Eigentümlichkeiten der Muskeln und Nerven des Neugeborenen. Breslau, Medizinische Fakultät, Habilitationsschrift v. 10. November 1877, Leipzig 1877
- Das pyrophosphorsaure Eisenwasser. Ein künstliches Mineralwasser und seine Anwendung in der Kinderheilkunde. Teubner, Leipzig 1877 (Digitalisat)
- Die Beziehungen der physiologischen Eigenthümlichkeiten des kindlichen Organismus zur Pathologie und Therapie. Veit, Leipzig 1895 (Digitalisat)
- Über die Erfolge mit Diphtherie-Heilserum. Veit, Leipzig 1896 (Digitalisat)
- Beiträge zu Albert Eulenburgs Real-Encyclopädie der gesammten Heilkunde. Erste Auflage.
  - Band 4 (1880) (Digitalisat), S. 284–294:  Eclampsia infantum
  - Band 9 (1881) (Digitalisat), S. 659–662: Night terrors
  - Band 12 (1882) (Digitalisat), S. 550–558: Sklerema neonatorum; S. 575–581: Soor; S. 595–597: Spasmus nutans